# Hiirenjärvi
Hiirenjärvi är en sjö i Finland. Den ligger i kommunen Rautavaara i landskapet Norra Savolax, i den centrala delen av landet, 400 km nordost om huvudstaden Helsingfors. Hiirenjärvi ligger 183,9 meter över havet. Den är 21,05 meter djup. Arean är 1,84 kvadratkilometer och strandlinjen är 9,71 kilometer lång. Sjön  ingår i Vuoksens huvudavrinningsområde.   I omgivningarna runt Hiirenjärvi växer i huvudsak blandskog. Den sträcker sig 3,3 kilometer i nord-sydlig riktning, och 2,7 kilometer i öst-västlig riktning.